# Pattaya
Cet article concerne la station balnéaire. Pour le film de Franck Gastambide, voir Pattaya (film).
Pattaya (en thaï : พัทยา, Phatthaya, /pʰát.tʰā.jāː/ ) est une station balnéaire de Thaïlande regroupant plusieurs villes et villages, située dans la province de Chonburi, sur la baie de Bangkok dans le golfe de Thaïlande, à 147 km au sud-est de la capitale, Bangkok. Elle compte plus de 100 000 habitants et accueille chaque année plusieurs millions de touristes, majoritairement asiatiques avec une importante composante de tourisme sexuel. La station est en effet parfois considérée comme étant la « capitale mondiale du tourisme sexuel ».

## Histoire
Autrefois paisible village de pêcheurs, Pattaya a changé de visage au milieu des années 1960, lorsque les GI permissionnaires de l'armée américaine prenant part à la guerre du Viêt Nam venaient s'y « détendre » à quelques kilomètres de la base aérienne d'U-Tapao. Ils sont les premiers étrangers à motiver la construction de bungalows et de petits restaurants et à jouir d'une plage sauvage en demi-cercle de 4 km de long. Une zone de Rest and Recreation (« repos et détente ») a été instaurée là, faisant appel à la prostitution.
Au moment du départ des derniers contingents américains en 1976, le secteur privé avait déjà assuré la pérennité de l'activité. Le tourisme sexuel a pris la suite de la prostitution militaire. La destination allait connaitre un essor spectaculaire cosmopolite dans les années 1980. Les touristes russes, indiens et chinois arrivent ensuite massivement à partir des années 2000. Aujourd'hui, Pattaya est la ville la plus visitée de Thaïlande, après Bangkok.

## Administration

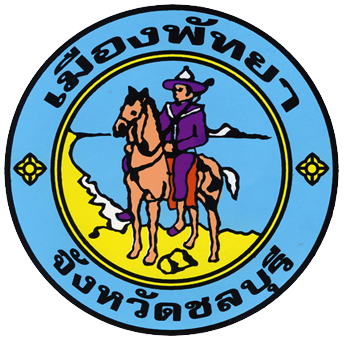
Le sceau de la ville.

La ville de Pattaya, grâce à son développement, a obtenu en 1976 le statut d'unité territoriale indépendante : Pattaya-City (Muang Pattaya), gouvernée par un City-Manager représentant du Comité de gouvernement municipal. Pattaya-City représente à elle seule un tambon urbain (ตำบล) formé avec l'annexion des villages de Nong Prue, Na Klua et d'une partie de Huai Yai et Nong Pla Lai ; elle est englobée dans l'Amphoe Bang Lamung (district de Bang Lamung) sans en être dépendante.

## L'activité touristique actuelle

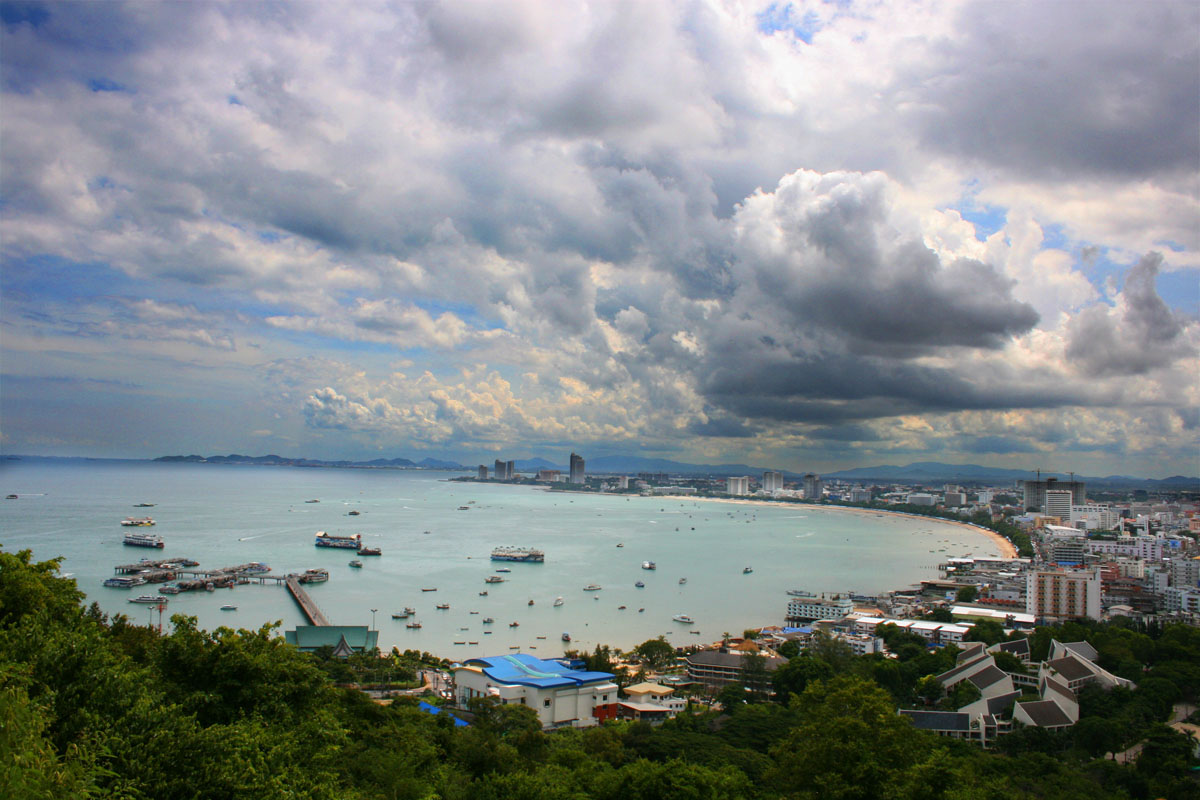
Plage de Pattaya.

Depuis les années 1990, les autorités municipales cherchent à atténuer la réputation sulfureuse de la ville et à orienter l'activité vers le tourisme familial. La nouvelle bourgeoisie de Bangkok est particulièrement visée puisque Pattaya est la station balnéaire la plus proche de la capitale si on  excepte Bang Saeng, à mi-chemin mais surpeuplée les week-ends et ne possédant pas un parc hôtelier suffisant. Cependant, les Thaïlandais privilégient désormais de plus en plus Rayong pour leur villégiature[réf. nécessaire].
Pattaya est désormais la première station balnéaire de Thaïlande par le nombre de touristes. Celui-ci est passé d'environ 500 000 en 1980 à environ 3 millions en 1997 et à près de 7 millions en 2007, si on inclut les plus de 2 millions de Thaïs qui la visitent annuellement selon les statistiques de la TAT[Lesquelles ?], qui indique aussi que 14,5 millions de touristes sont venus en Thaïlande en 2007 et donc à peu près un tiers à Pattaya. Sur ces environ 7 millions de touristes de 2007, environ les trois quarts sont asiatiques et fréquentent peu les bars. Bien que les plages de Pattaya soient polluées, un tourisme de masse s'est installé, lequel est essentiellement orienté vers l'industrie du divertissement et du sexe.
La ville de Pattaya est principalement constituée de deux avenues parallèles (Beach Road et Second Road) liées entre elles par des rues perpendiculaires (appelées soi) à l'activité frénétique. Le quartier de Jomtien, secteur sud de Pattaya, est plus calme et la mer y est plus propre. Les îles autour de Pattaya attirent également les touristes, notamment Koh Larn, célèbre pour son récif et ses activités nautiques.
Après une période de stagnation immobilière due à la crise asiatique de 1997, l'expansion de la ville est repartie[Quand ?]. À Jomtien, cependant, la construction de la tour Ocean 1 Tower (en), qui devait culminer à 367 m pour être le plus haut édifice de Thaïlande et l'un des plus hauts bâtiments résidentiels du monde en 2010, n'a en fait jamais démarré.

## Une configuration sociologique très particulière

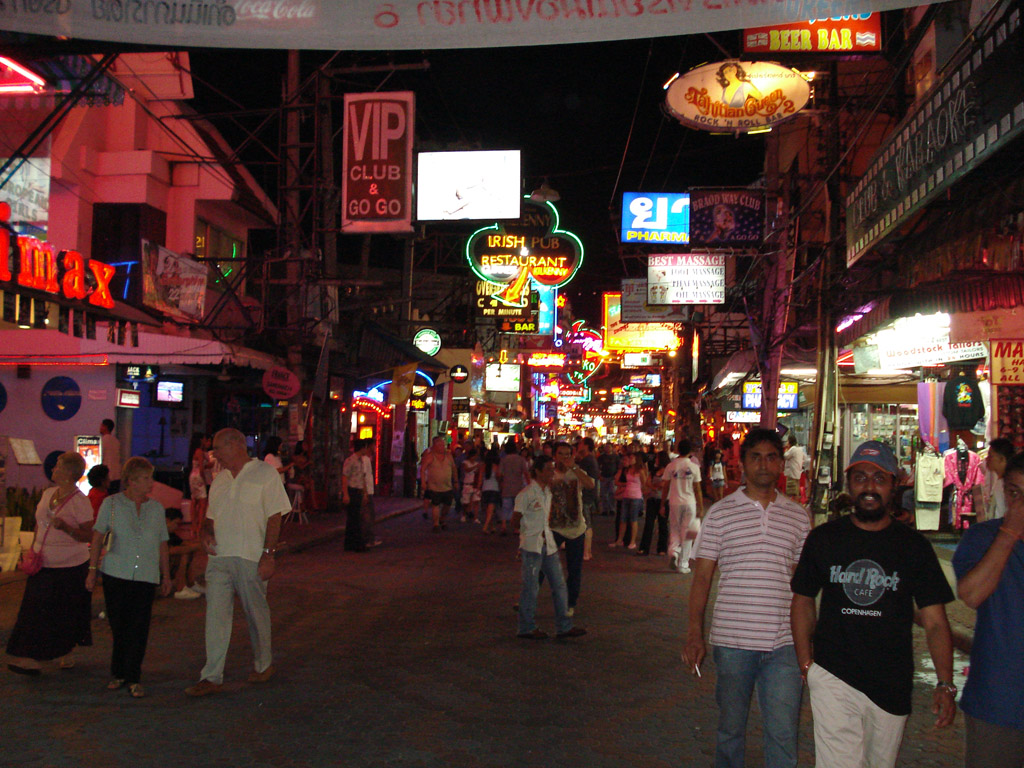
Vie nocturne au soi 7 en 2008.

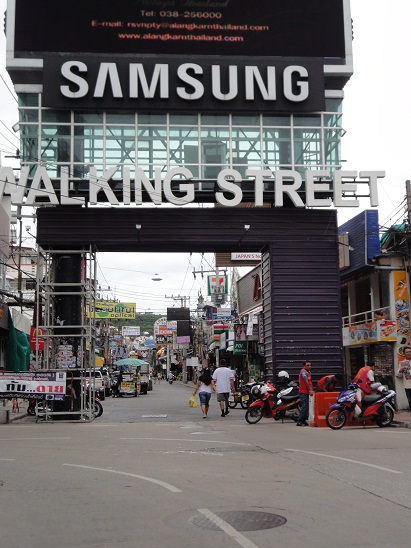
Entrée de Walking Street, Pattaya en 2011.

La ville de Pattaya a la particularité d'être peuplée presque exclusivement par des habitants d'autres régions de la Thaïlande (souvent le Nord-Est, Isan), attirés par les revenus du tourisme. 
Beaucoup de femmes et d'hommes viennent dans l'espoir de gagner de grosses sommes par la prostitution, ou en nouant une relation avec un riche étranger. Beaucoup aussi viennent tout simplement pour faire les tâches ordinaires nécessaires au fonctionnement d'une ville touristique, offres de biens et services pour les touristes et résidents occidentaux ou thaïs.
Presque tous les habitants thaïs de Pattaya sont en quelque sorte envoyés en mission par leur famille pour rapporter de l'argent. Beaucoup doivent renoncer de la sorte à vivre auprès des leurs, souvent même se séparer de leurs enfants.
Un problème social spécifique vient aussi du système de sécurité sociale existant (depuis peu) en Thaïlande : les frais médicaux sont pris en charge par l'État uniquement dans la région de résidence. Or, très peu d'habitants de Pattaya s'inscrivent dans les registres municipaux de la région. Ils ne peuvent donc pas avoir accès aux soins gratuits. 
Il revient également très cher de faire des tests de dépistage du VIH (500 bahts en moyenne en 2012), et la plupart des femmes y renoncent, sauf si l'homme qui fait appel à leurs services prend le test en charge. De nombreux bars qui emploient des filles les obligent à faire un test de dépistage tous les six mois, mais de nombreuses filles séropositives au VIH ont recours à l'achat de faux documents dans des petites cliniques ou bien sur le marché noir moyennant quelques centaines de bahts.

## Attractions touristiques

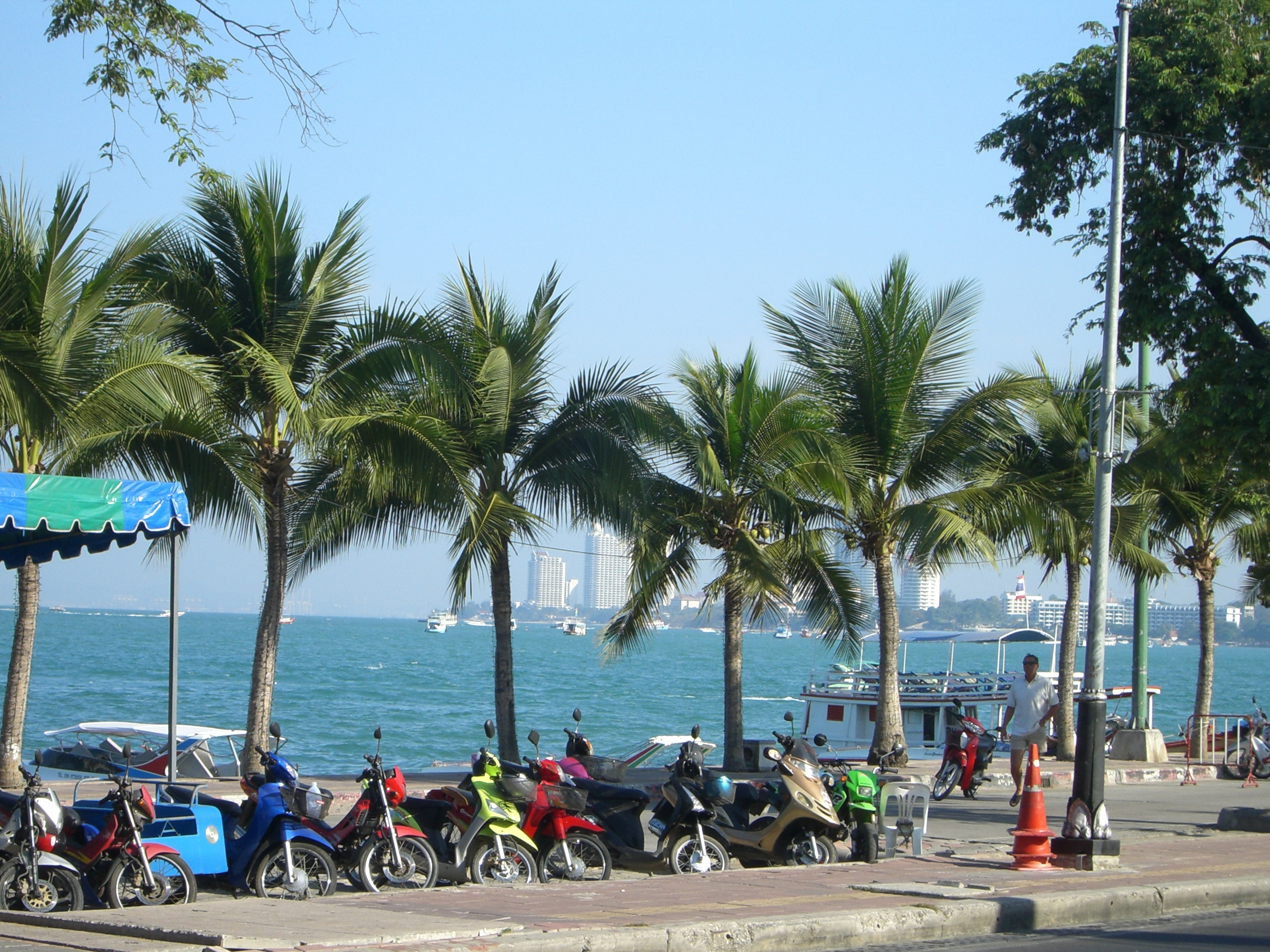
Beach Road en 2004.

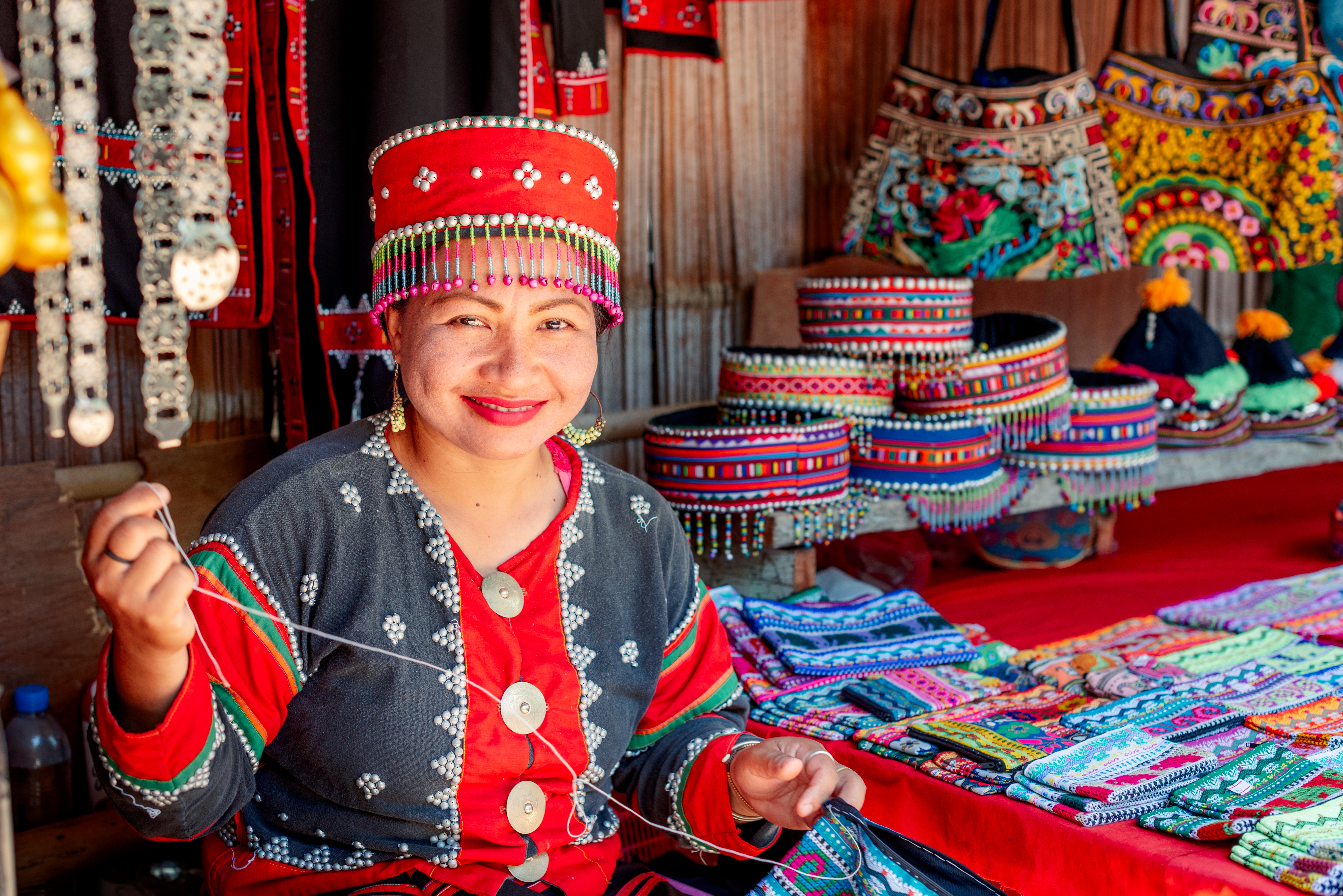
Femme du peuple des Karens en costume traditionnel dans un village ethnique à Pattaya. Septembre 2018.

- Beach Road peut être comparée à la Croisette à Cannes. Route parsemée de boutiques, restaurants et centres commerciaux longeant la mer sur plus de 4 km, Beach Road s'arrête pour laisser place à Walking Street (la rue piétonne).
- Les sports sont nombreux dans cette grande station : on trouve plusieurs terrains de golf et de très nombreux parcours bien entretenus à moins de trente minutes du centre de Pattaya, ainsi que de nombreuses salles de musculation, de badminton, trois bowlings et plusieurs écoles de boxe thaï.
- Le Sanctuaire de la Vérité ( ปราสาทสัจธรรม ), n'est pas un temple mais, comme son nom l'indique, un sanctuaire de synthèse religieuse situé au "soi 12" sur Pattaya-Naklua Road. Après une longue construction, les travaux devraient se terminer en 2025. Une architecture entièrement en bois d'environ 80 mètres de haut sur autant de longueur et largeur et décorée dans les styles birman, cambodgien, indien et thaï. Lek Viriyaphan, le promoteur de ce projet privé, avait comme objectif de donner du travail à de nombreux sculpteurs sur bois. Il se visite moyennant un droit d'entrée. À proximité, le visiteur peut profiter d'un spectacle de dressage de dauphins.
- Le Sriracha Tiger Zoo, à 25 km de Pattaya, présente de nombreux spectacles mis en scène avec des tigres et crocodiles.
- Jomtien Park (plus connu sous le nom de Pattaya Park) est un parc d'attractions, à l'origine grand parc aquatique. Il est situé au pied d'une tour de 157 m de hauteur qui comporte un restaurant tournant. De nombreuses attractions y sont présentées, la plus périlleuse étant le téléphérique reliant le sol au sommet et d'où l'on peut redescendre sur un câble, accroché par un simple harnais. L'ensemble a été racheté par des intérêts russes en 2001.
- Alcazar, Tiffany's sont de célèbres cabarets situés à Pattaya mettant en scène travestis, chanteurs et danseurs.

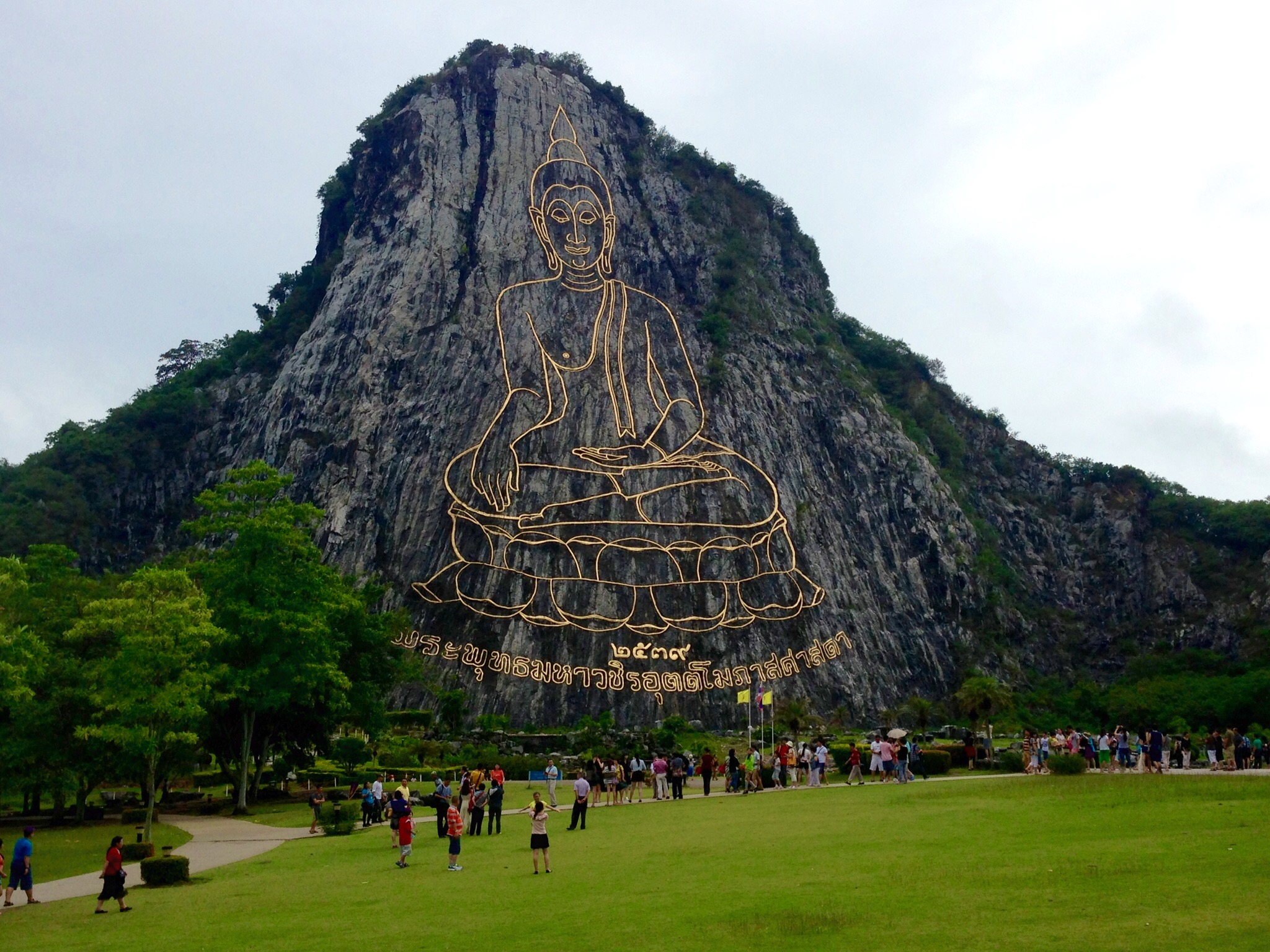
Khao Chi Chan Bouddha, gravure dorée sur une falaise.

- UnderwaterWorld ( อันเดอร์วอเตอร์ เวิลด์ ), un aquarium géant où les visiteurs parcourent un tunnel de verre de 105 m de long présentant toutes les espèces de poissons tropicaux, des requins, tortues de mer, présentés dans la reconstitution de leur milieu naturel.
- Crocodile Show : un zoo où les crocodiles sont à l'honneur, grâce à un spectacle et à un pont sécurisé d'où on peut leur donner à manger du poulet grâce à une longue canne à pêche.
- Central Festival : c'est un très grand centre commercial de luxe, déclaré comme le plus grand d'Asie, l'hôtel Hilton y est implanté.
- Terminal21 : ce grand centre commercial a ouvert ses portes le 19 octobre 2018. Un centre commercial de neuf étages à thème grandes villes du monde (Paris, Rome, San Francisco, Tokyo, Londres, Istanbul).
- Nong Nooch Tropical Botanical Garden est un jardin botanique et une attraction touristique situé à 17 kilomètres du centre de Pattaya.
- Khao Chi Chan Bouddha : à 45 minutes au sud de Pattaya. Lieu de détente très visité par les bouddhistes. Dessin gravé et doré de Bouddha sur une paroi rocheuse réalisé en 1996 pour le jubilé du roi Rama IX. Hauteur: 109 mètres.

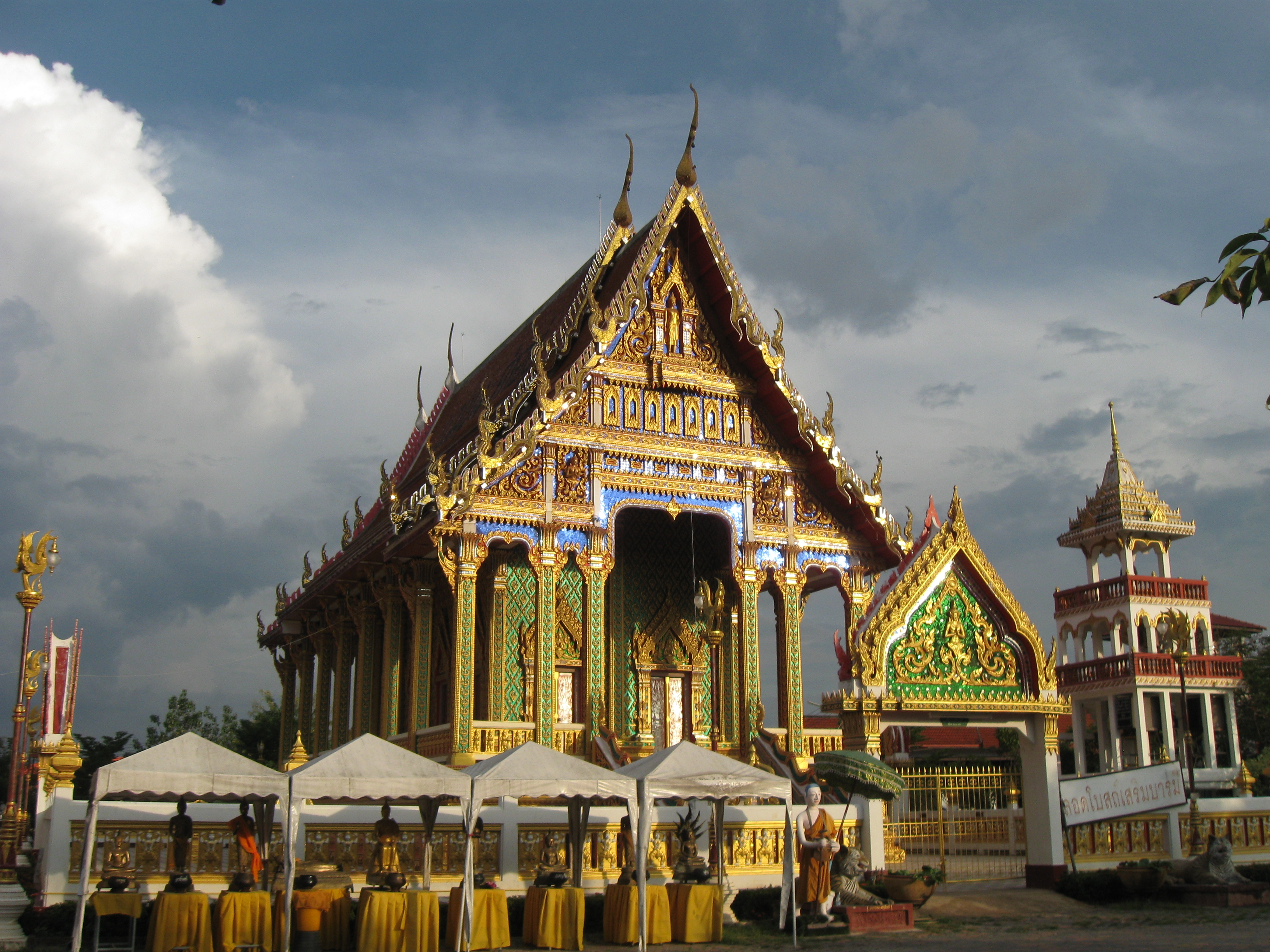
Wat Nong Yai : temple bouddhiste à Pattaya.

- Wat Nong Yai : autre temple bouddhiste sur le Motorway 3, à hauteur de Photisan Alley.
- Le temple du Grand Bouddha[6] (วัดพระใหญ่), également connu sous le nom de Phra Yaï, se trouve sur la colline de Khao Phra Tamnak, dominant le sud de Pattaya.
- Underwater World[7], un aquarium géant divisé en plusieurs zones, présente diverses espèces marines qui habitent les côtes thaïlandaises.

## Vie nocturne
La ville compte de nombreux restaurants, Luna Parks, bars à go-gos et discothèques.

## Pattaya dans la littérature, la musique et le cinéma
- Michel Houellebecq, Plateforme, Flammarion, 2001.
- François de Negroni, Old is Beautiful, éditions Materia Scritta, 2011. (Coup de cœur TV5 Monde 2012)
- Jean-Noël Orengo, Rose, c'est la vie à Pattaya City, éditions D-Fiction, 2013.
- Franck Poupart, Pattaya Beach, éditions Blanche, 2004.
- Jean-Noël Orengo, La Fleur du Capital, éditions Grasset & Fasquelle, 2015, 768 p.,  (ISBN 978-2-246-85253-7)

- Prix Sade 2015
- prix Sade et prix de Flore 2015
- Lady Bar, 2006, téléfilm de Xavier Durringer, diffusé sur la chaîne Arte[9]. Une suite — Lady Bar 2 — a été réalisée en 2009.
- Slice (th:เฉือน), film du réalisateur thaïlandais Kongkiat Khomsiri (en), sorti en 2010.
- Pattaya, film français réalisé par Franck Gastambide sorti en février 2016.
- Alonzo : On met les voiles (2016)
- Rim'K et AP du 113 : Pattaya (2016)

## Événements et festivals
- Depuis 1991 se déroule à Pattaya un tournoi de tennis féminin du circuit professionnel WTA, le Tournoi de tennis de Pattaya. Depuis 2006, il a lieu au mois de février.

- En mars, le festival international de musique de Pattaya présente pendant une semaine de nombreux concerts de groupes thaïs et internationaux de différents styles de musique.

- La fête de Songkran se déroule durant la semaine du nouvel an bouddhique en avril. La tradition d'asperger d'eau ses concitoyens en signe de bons vœux prend à Pattaya une démesure à l'image des excès de la vie locale. Une foule de Thaïs venus des campagnes et de Bangkok envahissent la ville, mêlés aux touristes, et lors d'un défilé qui dure toute une journée dans un embouteillage général, s'arrosent mutuellement avec des seaux entiers et même des tuyaux d'incendie.

- Le carnaval de Pattaya, de tradition plus récente, se déroule en juin ; il comporte un défilé de chars, des concerts, des compétitions nautiques et des feux d'artifice.

- Depuis 2009, se déroule, chaque année à la fin novembre, un festival international de feu d'artifice.

- Le Honda PTT LPGA Thailand, une compétition de golf féminin, a lieu chaque année depuis 2007 au Siam Country Club Pattaya Old Course.
